# 뻐끔살무사
뻐끔살무사(common puff adder)는 사하라 사막과 열대우림을 제외한 아프리카 전역에 서식하는 독사이다. 학명은 비티스 아리에탄스(Bitis arietans). 서식지역이 넓으며, 사람이 사는 지역 근처에서도 발견되고, 성질이 공격적인 등 이런저런 이유로 아프리카에서 가장 많이 사람 잡는 뱀 중 하나로 꼽힌다. 2아종이 존재한다.